# Zentralhandelsgesellschaft Ost
Zentralhandelsgesellschaft Ost für landwirtschaftlichen Absatz und Bedarf m.b.H. – instytucja gospodarcza III Rzeszy, zajmująca się eksploatacją podbitych terenów wschodnich.
Jej oddziały (Geschäftstelle) znajdowały się w każdym powiecie. Nagromadzone przez nie zapasy produktów rolnych, uzyskanych na drodze kontyngentów lub kontrybucji, wysyłane były na tereny III Rzeszy lub na front.
Zentralhandelsgesellschaft Ost składała się z 10 wydziałów:

- I – zboża
- II – bydła, mięsa i skóry
- III – tłuszczów
- IV – nabiału
- V – roślin włókienniczych
- VI – jarzyn i owoców
- VII – ryb
- VIII – środków lekarskich (ziół i lekarstw)
- IX – nasion
- X – innych produktów